# Pak Kyong-suk
Pak Kyong-suk (en coreano: 박경숙; 27 de septiembre de 1921 – 31 de agosto de 2020) fue una guerrillera y política norcoreana. Durante la década de 1930 trabajó como costurera y operadora de radio en las fuerzas guerrilleras de Kim Il-sung. Después de la liberación de Corea, ocupó distintos cargos en el Partido del Trabajo de Corea (WPK), la Liga de Mujeres Democráticas, además de ser delegada en la Asamblea Suprema del Pueblo.  

## Biografía
Pak Kyong-suk nació en el este de Manchuria en 1921. En la década de 1930 durante el movimiento de independencia de Corea, era miembro de la unidad de costuras de Kim Il-sung. Este la recuerda como una de las mejores operadoras de radio en su autobiografía En el Transcurso del Siglo, donde escribió:

Incapaz de tomar un poco de la comida que se sirve en el comedor, Pak Kyong Suk nunca estuvo ausente del entrenamiento en comunicación inalámbrica. Incluso poco después del parto, participó en el curso de formación con gran entusiasmo. Era tan activa, tanto en sus estudios como en sus ejercicios, que el instructor del pelotón inalámbrico habló muy bien de las mujeres coreanas, y señaló que eran realmente trabajadoras y persistentes.

Pak Kyong Suk una vez acompañó a Kim Chaek al área controlada por el enemigo, llevando equipos inalámbricos a la espalda y participando en actividades de unidades pequeñas durante varios meses. Era muy diestra en operar la radio.

Su carrera política comenzó sobre 1948 cuando se convirtió en directora del departamento de documentos secretos del Comité Central del Partido de los Trabajadores de Corea (WPK). En 1954 se convirtió en miembro del Comité Central de la Liga de Mujeres Democráticas.
En julio de 1956, se convirtió en subdirectora de departamento en el comité provincial del WPK en la provincia de Hamgyŏng del Sur. En octubre de 1959 se convirtió en la presidenta del comité del partido en la factoría de papel Pyongyang Papers Mill. Se convirtió en candidata a miembro del Comité Central del WPK en septiembre de 1961. En mayo de 1963 se convirtió en subdirectora del Departamento de Comercio e Industria Ligera del Comité Central del WPK. Con estas credenciales, fue considerada un «cuadro veterano del Partido».
En las elecciones parlamentarias de Corea del Norte de 1962 fue elegida diputada de la Asamblea Popular Suprema. Renovó su escaño en las elecciones de 1967.
El presidente de Rusia Vladímir Putin le otorgó la Medalla Conmemorativa del 70.º Aniversario de la Victoria en la Gran Guerra Patria de 1941-1945 el 6 de mayo de 2015 y la Medalla Conmemorativa del 75.º Aniversario de la Victoria en la Gran Guerra Patria de 1941-1945 el 6 de mayo de 2020.
Pak Kyong-suk estuvo en los comités funerarios de importantes líderes norcoreanos comoː Kim Chol-man, Ri Ul-sol, y Hwang Sun-hui. Murió el 31 de agosto de 2020 en Pionyang (Corea del Norte).